# جیمز ریچاردسون
جیمز ریچاردسون (انگلیسی: James O. Richardson; ۱۸ september ۱۸۷۸ – ۲ مهٔ ۱۹۷۴)یک آدمیرال در نیروی دریایی ایالات متحده آمریکا بود که از سال ۱۹۰۲ تا ۱۹۴۷ خدمت می‌کرد. وی به عنوان فرمانده ارشد ناوگان ایالات متحده (CinCUS)، نسبت به استقرار مجدد بخشی از ناوگان اقیانوس آرام در پرل هاربر اعتراض کرد، زیرا معتقد بود که دفاع رو به جلو نه عملی است و نه مفید و ناوگان اقیانوس آرام اولین هدف منطقی در صورت جنگ با ژاپن خواهد بود زیرا در برابر حملات هوا و اژدر آسیب‌پذیر است. وی از فرماندهی در فوریه ۱۹۴۱ برکنار شد و نگرانی‌های او در حمله ژاپن به حمله به پرل هاربر تنها ده ماه بعد اتفاق افتاد.
از ژانویه 1940، ریچاردسون فرمانده ناوگان ایالات متحده (CinCUS) بود که فرماندهی نیروی پیشاهنگی (ناوگان اطلس) و نیروی جنگی (ناوگان اقیانوس آرام) را بر عهده داشت. ریچاردسون در زمان انتصاب خود به ویژه برای این پست مناسب در نظر گرفته شده بود ریچاردسون یکی از برجسته ترین چهره های نیروی دریایی بود. او از همان روزهای اول زندگی خود، پس از ترک آناپولیس، مطالعه جنگ ژاپن را کار زندگی خود قرار داده بود. او در مورد اقتدار برجسته نیروی دریایی در جنگ دریایی اقیانوس آرام و استراتژی ژاپن شک نداشت.
ریچاردسون در یک دوره استرس زا که با دستورات ریاست جمهوری برای استقرار بخش اقیانوس آرام ناوگان به پرل هاربر از پایگاه دریایی سنتی خود در سن دیگو، کالیفرنیا مشخص شده بود، این سمت را داشت. وی خاطرنشان کرد: در سال 1940، شاخه سیاست گذاری دولت در امور خارجی - رئیس جمهور و وزیر امور خارجه - فکر می کرد که استقرار ناوگان در هاوایی ژاپنی ها را مهار می کند. آنها از مشاوران ارشد نظامی خود نپرسیدند که آیا چنین هدفی محقق خواهد شد.
ریچاردسون به این استقرار مجدد به رئیس جمهور فرانکلین دی. روزولت و دیگران در واشنگتن اعتراض کرد. او معتقد بود که پایگاه های پیشرفته ای مانند گوام و هاوایی ضروری هستند، اما بودجه و تلاش کافی برای آماده سازی آنها برای استفاده در زمان جنگ انجام نشده است. او همچنین معتقد بود که نبردهای آتی در اقیانوس آرام شامل ناوهای هواپیمابر خواهد بود و برای یافتن آنها به نیروهای جستجوگر بیشتری نیاز است. علاوه بر این، ریچاردسون استدلال کرد که روحیه به دلیل وجود « تعداد کم زنان سفیدپوست و فشاری که مغازه‌داران به ملوان‌ها می‌آوردند.»
ریچاردسون متوجه شد که ناوگان در چنین موقعیتی در معرض خطر بیشتریست چرا که به دلیل دور افتادگی ناوگان از سرزمین اصلی امریکا امداد لجستیکی بسیار دشوار شده بود. ریچاردسون استدلال کرد که با وجود حمله ژاپن به چین، چنین دفاع رو به جلویی عملی یا مفید نبود. به گفته جان تی. فلین، نظریه‌پرداز توطئه، مسکن، مواد، یا مکانیسم‌های دفاعی در پرل هاربر اندک بود. ریچاردسون می خواست به ساحل غربی بازگردد، ناوگان را آماده کند و سپس شاید به پرل هاربر بازگردد. این اعتقاد ریچاردسون بود - و در واقع به طور کلی توسط نیروی دریایی پشتیبانی می شد - که ناوگان هرگز نباید در داخل پرل هاربر پهلو بگیرد، جایی که هدفی برای حمله اولیه باشد. علاوه بر این، ریچاردسون معتقد بود که پرل هاربر اولین نقطه منطقی حمله برای فرماندهی عالی ژاپن است، همانطور که با تئوری جنگ های اعلام نشده و غافلگیرکننده هماهنگ بود. به مدت ده سال نیروی دریایی ایالات متحده "انتقاداتی" را به دفاع ارتش در پرل هاربر انجام داده بود. در ذهن او دفاع از پایگاه بسیار ناامیدکننده بود.
ریچاردسون دو بار به واشنگتن سفر کرد تا با روزولت در مورد این موضوع گفتگو کند. او آن را با نامه ای رسمی به رئیس عملیات دریایی (CNO)، دریاسالار هارولد آر. استارک دنبال کرد و به اعتقاد راسخ خود اشاره کرد که نه نیروی دریایی و نه کشور آماده جنگ با ژاپن نیستند. پس از دیدار اوایل اکتبر او، روزولت در 26 اکتبر 1940، در کاخ سفید به خبرنامه کیپلینگر مستقر در واشنگتن اظهار کرد که ریچاردسون از فرماندهی ناوگان برکنار خواهد شد. ریچاردسون در جریان دیدار اکتبر با FDR به رئیس جمهور گفت که معتقد است «افسران ارشد نیروی دریایی به رهبری غیرنظامی این کشور که برای پیگرد موفقیت آمیز یک جنگ در اقیانوس آرام ضروری است، اعتماد و اطمینان ندارند. معتقد بود که ممکن است برای جانشینی استارک به عنوان CNO ارتقا یابد، اما در عوض اخراج شد. در 1 فوریه 1941، دستور عمومی 143 ناوگان ایالات متحده را سازماندهی مجدد کرد. به جای آن، ناوگان اقیانوس اطلس ایالات متحده و ناوگان اقیانوس آرام ایالات متحده، هر یک تحت فرماندهی کل خود، دوباره تأسیس شدند. در همان روز، ریچاردسون توسط دریاسالار شوهر کیمل به عنوان فرمانده جدید ناوگان اقیانوس آرام (CinCPac) و در صورت ادغام دو ناوگان اقیانوسی به عنوان CinCUS جایگزین شد. دریاسالار ارنست کینگ در همان روز به فرماندهی ناوگان آتلانتیک (CinCLant) و بعد از حمله به پرل هاربر به جایگاه CinCUS در دسامبر 1941 رسید؛ پس از آن توسط روزولت، «ریچاردسون به درجه همیشگی خود دریاسالار پشتیبان برگشت و به عنوان عضو هیئت عمومی نیروی دریایی و تا زمان بازنشستگی در 1 اکتبر 1942 در دفتر وزیر نیروی دریایی خدمت کرد.
او که در اکتبر 1942 با درجه دریاسالاری به فهرست بازنشستگان منتقل شد، به عنوان یکی از اعضای ارشد "کمیته ویژه رئیس ستاد مشترک ارتش" در مورد سازماندهی مجدد دفاع ملی، به عنوان یکی از اعضای انجمن امداد نیروی دریایی در خدمت فعال باقی ماند. ابتدا در مقابل کمیته کنگره در مورد پرل هاربر و به عنوان شاهد در دادگاه نظامی بین المللی برای خاور دور فراخوانده شد. او در ژانویه 1947 از وظیفه آزاد شد و پس از آن در واشنگتن دی سی اقامت کرد.
```
او و دوستش، دریاسالار جورج سی دایر، بعداً کتابی به نام «روی تردمیل به پرل هاربر» منتشر کردند.

ریچاردسون در 2 می 1974 در خانه خود در واشنگتن دی سی درگذشت.
```